# Bystré
Bystré és un poble i municipi d'Eslovàquia. Es troba a la regió de Prešov, al nord del país.

## Història
La primera referència escrita de la vila data del 1312.

## Demografia
| Godina             | 1994 | 2004   | 2014   | 2024   |
| ------------------ | ---- | ------ | ------ | ------ |
| Nombre de persones | 2599 | 2668   | 2698   | 2766   |
| Diferència         |      | +2,65% | +1,12% | +2,52% |

| Godina             | 2023 | 2024   |
| ------------------ | ---- | ------ |
| Nombre de persones | 2780 | 2766   |
| Diferència         |      | −0,50% |